# Andrea Cassulo
Andrea Cassulo (ur. 30 listopada 1869 w Castelletto d’Orba, zm. 9 stycznia 1952 w Stambule) – włoski duchowny rzymskokatolicki, arcybiskup, dyplomata papieski. Zasłużony w ratowaniu Żydów podczas II wojny światowej.

## Życiorys
23 grudnia 1893 otrzymał święcenia prezbiteriatu z rąk biskupa Pontremoli Alfonso Marii Mistrangelo SchP i został kapłanem archidiecezji florenckiej.
15 kwietnia 1914 papież Pius X mianował go biskupem Fabriano i Matelica. 24 maja 1914 przyjął sakrę biskupią z rąk arcybiskupa florenckiego Alfonso Marii Mistrangelo SchP. Współkonsekratorami byli emerytowany biskup Massa Carrara Emilio Maria Miniati oraz biskup Colle di Val d’Elsa Massimiliano Novelli.
24 stycznia 1921 papież Benedykt XV mianował go delegatem apostolskim w Egipcie i Arabii oraz arcybiskupem tytularnym leontopolitańskim. 7 maja 1927 przeniesiono go na stanowisko delegata apostolskiego w Kanadzie i Nowej Fundlandii.
Kolejną misję otrzymał 14 czerwca 1936, gdy został nuncjuszem apostolskim w Rumunii. Na tym urzędzie wyróżnił się podczas II wojny światowej ratowaniem Żydów we współpracy ze Stolicą Apostolską. W archiwach watykańskich odnaleziono korespondencję abpa Cassulo z Rzymem z tego okresu. Nuncjusz piszę w niej m.in. o oskarżeniach wobec niego i Kościoła, kierowanych przez rumuńskich Niemców, z powodu pomocy Żydom udzielanej przez nuncjaturę. Za wspieranie ludności żydowskiej wzięczność abp Cassulo wyrażał rabin Rumunii A. Safran.
Po wojnie władzę w Rumunii objęli niechętni Kościołowi komuniści. Na początku 1946 nuncjusz Andrea Cassulo został ogłoszony persona non grata i musiał opuści Rumunię.
3 czerwca 1947 papież Pius XII mianował go delegatem apostolskim w Turcji. Pełnił ten urząd do śmierci 9 stycznia 1952.